# Jean-Luc Legrand
Pour les articles homonymes, voir Legrand.
Jean-Luc Legrand, né le 30 mai 1755 à Bâle et mort le 4 octobre 1836 à Fréland, est un industriel et un homme politique suisse, qui fut membre et premier président du Directoire de la République helvétique en 1798.

## Biographie
Membre du Directoire de la République helvétique, instance qui gouverne la Suisse de 1798 à 1802, il en assure la présidence du 22 avril au 31 mai 1798.
En 1813, il crée une fabrique de rubans de soie dans la commune de Fouday, qui est actuellement intégrée dans le Ban de la Roche (Bas-Rhin).
À la fin de sa vie, son fils Daniel Legrand lui succède à la tête de son entreprise en Alsace et s'investit à son tour dans l'œuvre sociale du pasteur Oberlin à Waldersbach.